# Zjdanivka
Zjdanivka eller Zhdanovka (ukrainsk: Жданівка, russisk: Ждановка) er en By af regional betydning i de facto Folkerepublikken Donetsk; de jure Donetsk oblast, Ukraine.
Byen har en befolkning på omkring 11.913 (2021).

## Historie
Fra midten af april 2014 indtog pro-russiske separatister flere byer i Donetsk oblast; deriblandt Zjdanivka.  Den 16. august 2014 sikrede de ukrainske styrker angiveligt byen fra de prorussiske separatister.
Den 20. september 2014 forlod de ukrainske tropper byen på grund af truslen om at blive omringet. Siden da er byen forblevet under DPR's kontrol.